# Motel w pół drogi
Motel w pół drogi – radionowela produkcji Polskiego Radia, program edutainment zrealizowany we współpracy z Narodowym Bankiem Polskim, w ramach działań z zakresu edukacji ekonomicznej.
Słuchowisko to pojawiło się na antenie Programu I Polskiego Radia w listopadzie 2006 roku i było emitowane co tydzień w sobotę o godzinie 11:35. Było poświęcone osobom, które prowadzą mały biznes – opowiadało o właścicielach motelu położonego w północno-wschodniej Polsce. W fabułę akcji zostały wplecione wątki edukacji ekonomicznej, bohaterowie programu poznawali zasady funkcjonowania gospodarki. Każdy odcinek został poświęcony określonemu zagadnieniu z mikro- lub makroekonomii.
Projekt był realizowany wspólnie z portalem Wirtualna Polska oraz dziennikami „Super Express” i „Rzeczpospolita”. W role bohaterów wcielili się między innymi: Andrzej Ferenc, Andrzej Mastalerz, Henryk Talar, Izabella Bukowska, Krzysztof Kowalewski, Marian Opania, Edyta Jungowska.